# المركبة (قبالة)

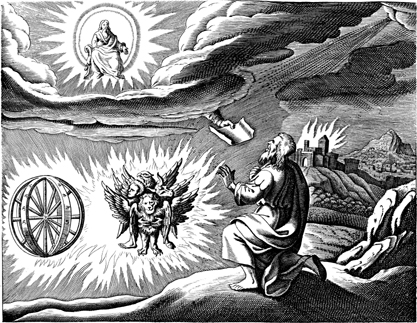
صورة لنقش ماتانوس مريان عن رؤية حزقيال (1670)

المركبة في الباطنية أو (العربة الباطنية) هي مدرسة من التصوف اليهودي المبكر من حوالي 100 قبل الميلاد وحتى 1000م، تتمحور حول الرؤية الموجودة في كتاب حزقيال الفصل الأول، أو في أدب القصور، التي تتناول قصص الصعود إلى القصور السماوية وعرش الله. تألّف النص الرئيسي لأدب المركبة في الفترة من 200 إلى 700م، على الرغم من أن إشارات لاحقًة إلى تقاليد المركبات يمكن العثور عليها في أدب حاسدي أشكناز في العصور الوسطى. النص الرئيسي في هذا التقليد هو «أعمال العربات».

## الشرح
العبارة العبرية «ماركافا» (بالعبرية: מֶרְכַּבָה)، تتعلق بعربة عرش الله في الرؤى النبوية لحزقيال لعربة سيارة ذات أربع عجلات تقودها أربع مخلوقات حية، لكل منها أربعة أجنحة وأربعة أوجه لرجل، لأسد، لثور، ولنسر.

### الدين والفلسفة والتصوف
- حاملي العرش
- الملائكة
- مركبة إيليا من النار
- المراقبة
- كوادريكا

### النظريات القديمة لرواد الفضاء
- مركبات الآلهة

### الخيال العلمي
- الاتصال (فيلم)
- معرفة (فيلم) («عربة عربة» Matthäus Merian)